# 轻躁狂
轻躁狂（台湾又称轻躁症），又称轻躁狂发作（hypomanic episode），是指一个人持续升高（欣快）或者急躁的心境状态以及在这个状态之下产生的相应的想法或者行为。许多轻度狂躁者都有性欲亢进的表现。

## 表现
一个人处于轻度狂躁状态时，表现为睡眠需求减少，变得非常外向、好斗并且精力充沛。然而，轻度狂躁者的各项生理功能都十分正常，这点与重度狂躁者不同。

## 特征表现
由于轻度狂躁者并无精神病症状和其他夸张的症状，所以对生理功能的影响也比较小。轻度狂躁属于一种双极情II型障碍和循环性情感症，也有可能发生在分裂型情感性障碍中。轻度狂躁也有可能由于在正常和狂躁状态之下不停的切换而表现为双极情I型障碍。有些双极情I型障碍者同时患有轻度狂躁和重度狂躁。当重度狂躁状态向正常状态转换时，有可能会发生轻度狂躁。轻度狂躁的特征表现有时候被鉴定为富有创造性和精力充沛。很多富有创造性的天才被报道由于患有轻度狂躁或者双相情感障碍的其他症状而导致了他们的成功。传统上认为轻度狂躁的特征表现包括：心境幸福欣快，脑子异常灵活，精力充沛，渴望成功等。一个比轻度狂躁更轻微一些的症状叫做情感增盛。

## 症状鉴定
精神疾病诊断与统计手册对轻度狂躁的定义为，发作时间最少持续四天。如果是心境高扬，那么还需符合最少三条下列症状；如果是易怒，还需符合最少四条下列症状：
- 言语过多、夸夸其谈
- 过度膨胀的自尊感和夸张感
- 睡眠需求减少、睡眠紊亂
- 思维奔逸或者感到脑子特别灵活，自己言语的速度跟不上脑子的速度、口不擇言
- 注意力容易涣散，症状类似注意力缺乏多动症
- 更加容易变得狂躁、易怒
- 持续过多的鲁莽行为，尽管这些行为可能带来某些负面的后果（比如疯狂购物、冲动的性举动，不计后果的鲁莽驾驶或者不动脑筋的商业投资等）[7]。

## 可能的好处
有些评论家认为轻度狂躁有进化上的优势。那些患有轻度狂躁的人普遍被认为精力充沛、乐观、有远见、思维富有创造性，极度自信并富有煽动性。与重度狂躁不同的是，轻度狂躁患者通常能够进行正常思考并正常的参与日常活动。
与重度狂躁相似，轻度狂躁与人们的创造力似乎有很大的联系。这些人会感觉到自己的生活就像一直在开派對一样。他们变得与陌生人易于交流，容易解决问题，并且能够从很小的活动中获得快乐。
由于轻度狂躁患者自我感觉一般良好，而且负面作用很小，因而使得这些人不愿意接受治疗。

## 与精神障碍的关系
循环性精神病是一种持续处于轻度狂躁和抑郁（还没有达到严重抑郁发作的程度）相之间的情感波动，这中间经常夹杂着正常状态。
当一个病人表现出多个狂躁相和抑郁相时，就可以诊断为双相障碍II型。但如果抑郁相总是有规律的在冬季发生，而狂躁相总是有规律的在春夏发生，则可能患上了季节性情绪失调而非双相情感障碍。
如果不对I型双相障碍进行及时治疗，就有可能会发展成重度狂躁或者精神失常。（另见点燃模型）

## 治疗
轻度狂躁的常规治疗药物有情绪稳定剂如丙戊酸，碳酸锂，非经典抗神经病药物如奥氮平和喹硫平。

## 患有轻度狂躁的名人
详细内容请参见患有双相障碍的名人列表.
John Gartner在他的书The Hypomanic Edge（轻度狂躁的边缘）中描写了一些患有轻度狂躁的名人，包括大航海家哥伦布，第一任美国财政部长亚历山大·汉密尔顿，美国钢铁大王安德鲁·卡耐基，美国左翼历史学家霍华德·津恩，好莱坞制片人路易·梅耶等。这些人都是由于他们的创新性贡献以及一些为人所知的怪癖而被认定是患有轻度狂躁的。作者认为轻度狂躁患者所表现出来的具有创造性的行为与双相障碍在进化上的生存动力有关。然而，一些批评 Gartner 的人却认为 Gartner 高估了他的所选取的人物的能力。

## 另外参見
- 亢奋（英语：Hyperthymic temperament）
- 双相情感障碍
- 双相障碍I型
- 双相障碍II型
- 循环性情感症
- 临床抑郁症
- 退化（心理学）